# جمود بيروقراطي
الجمود البيروقراطي (بالإنجليزية: Bureaucratic inertia) هو ميل المنظمات البيروقراطية المحتوم للحفاظ على الإجراءات والأساليب المتبعة، حتى لو كانت تؤدي إلى نتائج عكسية و/أو حتى إذا كانت مناقضة تمامًا للأهداف التنظيمية المعمول بها. وقد يستمر هذا النمو دون مراقبة بشكل مستقل عن نجاح المنظمة أو فشلها. ومن خلال الجمود البيروقراطي، تميل المنظمات إلى أن تسيطر على مجريات الأمور بها متجاوزة أهدافها الرسمية.

## أمثلة على الجمود البيروقراطي

### الحكومة
تنتشر مكاتب وزارة الزراعة الأمريكية في معظم مقاطعات الولايات المتحدة، على الرغم من أن 14٪ فقط من المقاطعات بها مزارع صالحة أو لديها ارتباط بالزراعة.

### التجارة
نصحت مجموعة بوسطن الاستشارية الشركات بالتقليل من جمودها البيروقراطي، ونصحتها بنفض الغبار والتخلص من كل ما لا طائل منه في الجوانب التجارية، والذي لا يشكل أية أهمية بالنسبة للمستهلك (أي «واجهة الشركة» التي يتعامل معها العميل والتي يعتقد أنها القيمة التي تقدمها الشركة).
1. ↑  "Indonesia a Key Part of Australia's Asian Policy". The Jakarta Globe. 11 فبراير 2013. مؤرشف من الأصل في 2013-04-16. اطلع عليه بتاريخ 2013-07-03.
2. ↑  "The green deal is just for fatcats, not consumers &#124; John Vidal &#124; Comment is free". The Guardian. 14 يوليو 2011. مؤرشف من الأصل في 2013-06-24. اطلع عليه بتاريخ 2013-07-03.
3. 1 2  "Indonesia a Key Part of Australia's Asian Policy". The Jakarta Globe. 11 فبراير 2013. مؤرشف من الأصل في 2013-04-16. اطلع عليه بتاريخ 2013-07-03.
4. ↑  "UPDATE 2-Symantec CEO plans layoffs, no asset sales". Reuters. 23 يناير 2013. مؤرشف من الأصل في 2013-01-28. اطلع عليه بتاريخ 2013-07-03.